# Leonardo Cibo
Leonardo Cibo (né à Gênes, Italie, et mort avant octobre 1404) est un cardinal italien du début du XVe siècle. Il est le frère du cardinal Angelo Cibo (1402).

## Biographie
Leonardo Cibo est un jurisconsulte fameux. Le pape Boniface IX le crée cardinal lors du consistoire du 27 février 1402. 